# David Housewright
David Housewright, né le 7 février 1955 à Saint Paul, dans le Minnesota, aux États-Unis, est un écrivain américain, auteur de roman policier. Ses écrits ne sont pas traduits en français.

## Biographie
Il suit les cours de l'université de St Thomas (en), dont il sort diplômé en journalisme. Il travaille d'abord comme journaliste, puis comme correcteur et directeur créatif pour plusieurs agences publicitaires.
Il commence une carrière d'écrivain en 1995 avec le roman Penance, la première aventure du détective privé Holland Taylor qui est couronné du Prix Edgar-Allan-Poe 1996 du meilleur premier roman. Il poursuit alors sa carrière de romancier et devient professeur d'écriture créative à l'université du Minnesota.

## Œuvre

### Romans

#### SérieHolland Taylor
- Penance (1995)
- Practice to Deceive (1997)
- Dearly Departed (1999)
- Darkness, Sing Me a Song (2018)
- First, Kill the Lawyers (2019)

#### SérieMcKenzie
- A Hard Ticket Home (2003)
- Tin City (2005)
- Pretty Girl Gone (2006)
- Dead Boyfriends (2007)
- Madman On a Drum (2008)
- Jelly's Gold (2009)
- The Taking of Libbie, SD (2010)
- Highway 61 (2011)
- Curse of the Jade Lily (2012)
- The Last Kind Word (2013)
- The Devil May Care (2014)
- Unidentified Woman 15 (2015)
- Stealing the Countess (2016)
- What the Dead Leave Behind (2017)
- Like to Die (2018)
- Dead Man’s Mistress (2019)
- From the Grave (2020)
- What Doesn’t Kill Us (2021)
- Something Wicked (2022)
- In a Hard Wind (2023)
- Man in the Water (2024)
- Them Bones (2025)

#### Autres romans
- The Devil and the Diva (2012) (avec Renee Valois)
- Finders Keepers (2012)

### Recueil de nouvelles
- Full House (2014)

### Nouvelles
- Kids Today (1999)
- How To Trick Any Woman Into Having Sex (1999), aussi titré The Sultan of Seduction
- A Domestic Matter (2005)
- Mai-Nu’s Window (2006)
- Miss Behavin (2007)
- Last Laugh (2009)
- Time of Death (2011)
- Obsessive Behavior (2012)
- A Turn of the Card (2012)

## Prix et distinctions notables
- Prix Edgar-Allan-Poe 1996 du meilleur premier roman pour Penance.
- Minnesota Book Awards (en) 1998 pour Practice to Deceive.
- Minnesota Book Awards (en) 2000 pour Jelly's Gold.